# Ataque ao Parlamento Afegão em 2015
O ataque ao Parlamento Afegão em 2015 ocorreu em 22 de junho de 2015 quando membros do Talibã detonaram um carro-bomba em frente à Assembleia Nacional do Afeganistão em Cabul e atacaram o prédio com fuzis de assalto e RPGs. Dois civis e sete talibãs morreram no ataque.
Enquanto os parlamentares se preparavam para ouvir um discurso de Mohammed Masoom Stanekzai, candidato designado pelo presidente Ashraf Ghani para o cargo de Ministro da Defesa (vago desde a eleição presidencial de 2014), um combatente talibã dirigindo um carro repleto de explosivos conseguiu passar pelos postos de segurança antes de detonar o veículo do lado de fora dos portões do parlamento. Ao mesmo tempo, outros seis insurgentes talibãs com fuzis AK-47 e RPGs assumiram posições em um canteiro de obras nas proximidades. Os membros do Parlamento foram evacuados por segurança, enquanto as forças de segurança combatiam os insurgentes em uma batalha de duas horas. O porta-voz do Ministério do Interior afegão, Sediq Sediqqi, afirmou que todos os sete atacantes foram mortos pela polícia e que nenhum deputado foi ferido.
A missão da ONU no Afeganistão informou que uma mulher e uma criança foram mortas no ataque e 40 civis ficaram feridos.